# Cacia spinigera
Cacia spinigera är en skalbaggsart som beskrevs av Newman 1842. Cacia spinigera ingår i släktet Cacia och familjen långhorningar.
Artens utbredningsområde är Filippinerna. Inga underarter finns listade.